# Кройцбург (Германия)
Кро́йцбург (нем. Creuzburg) — город в Германии, в земле Тюрингия. 
Входит в состав района Вартбург. Подчиняется управлению Кройцбург.  Население составляет 2419 человек (на 31 декабря 2010 года). Занимает площадь 35,33 км². Официальный код  —  16 0 63 013.
Город подразделяется на 2 городских района.

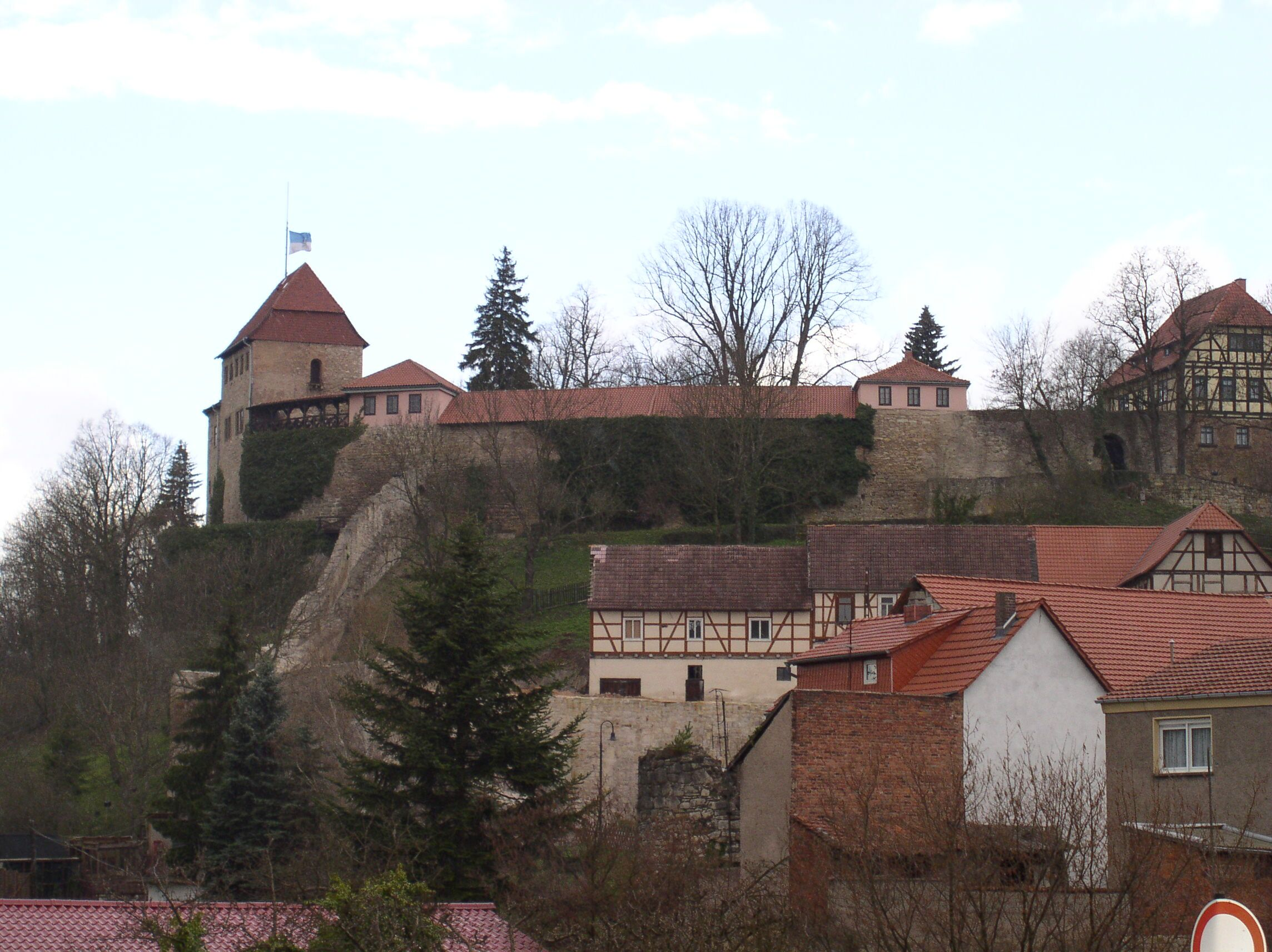
Замок Кройцбург

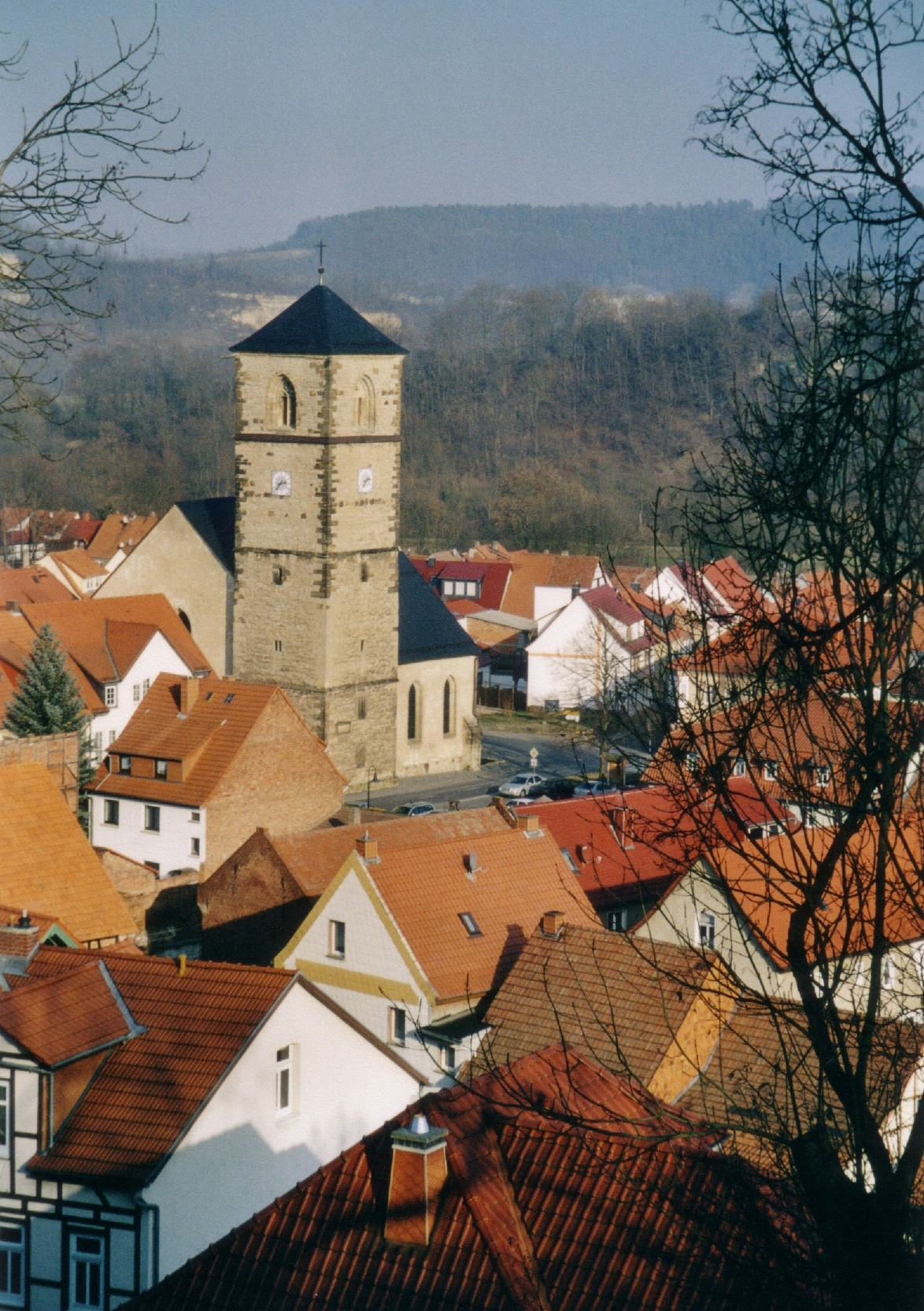
Башня